# Monasterio de Kilcrea

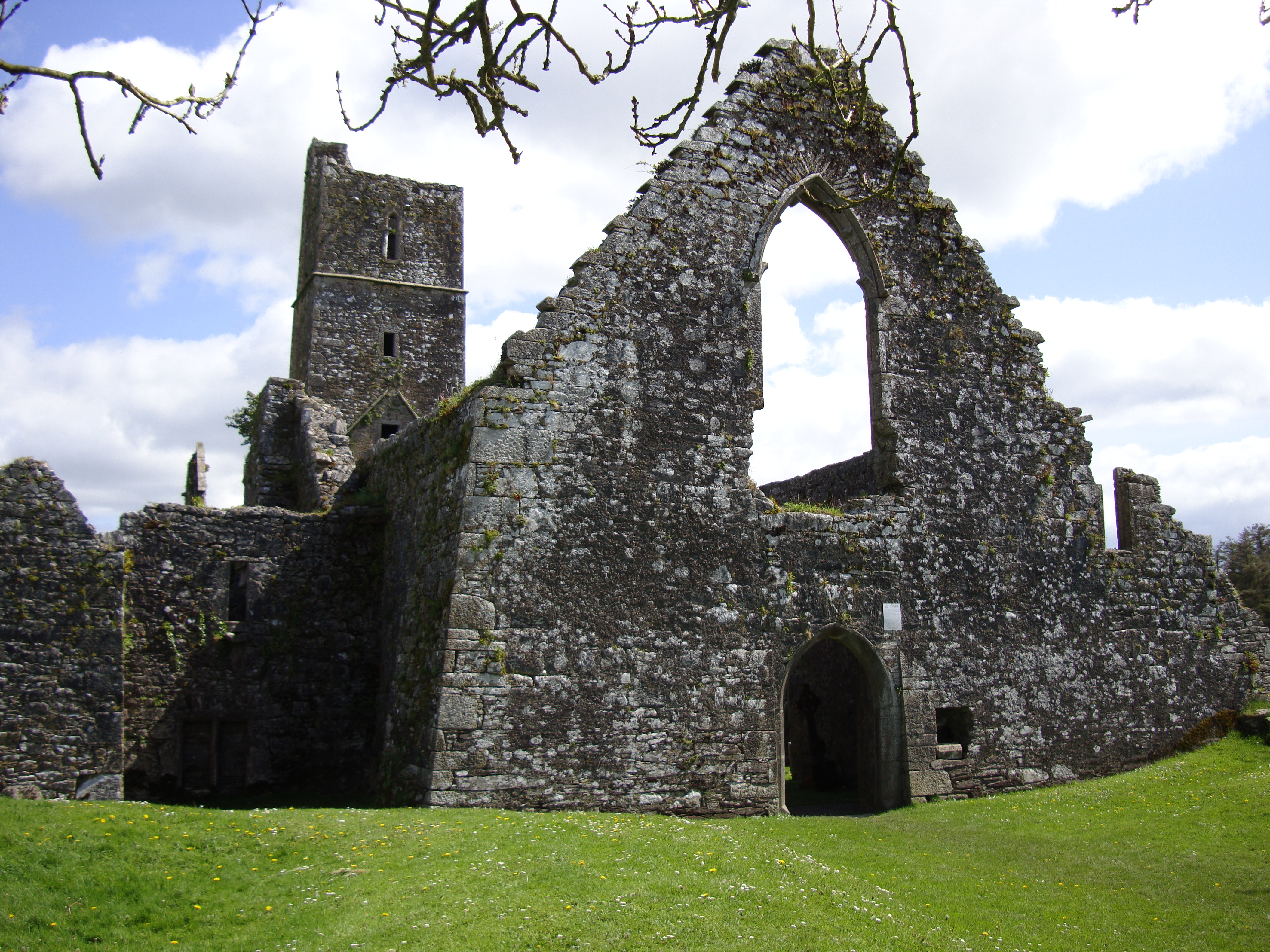
Monasterio de Kilcrea, con su torre al fondo.

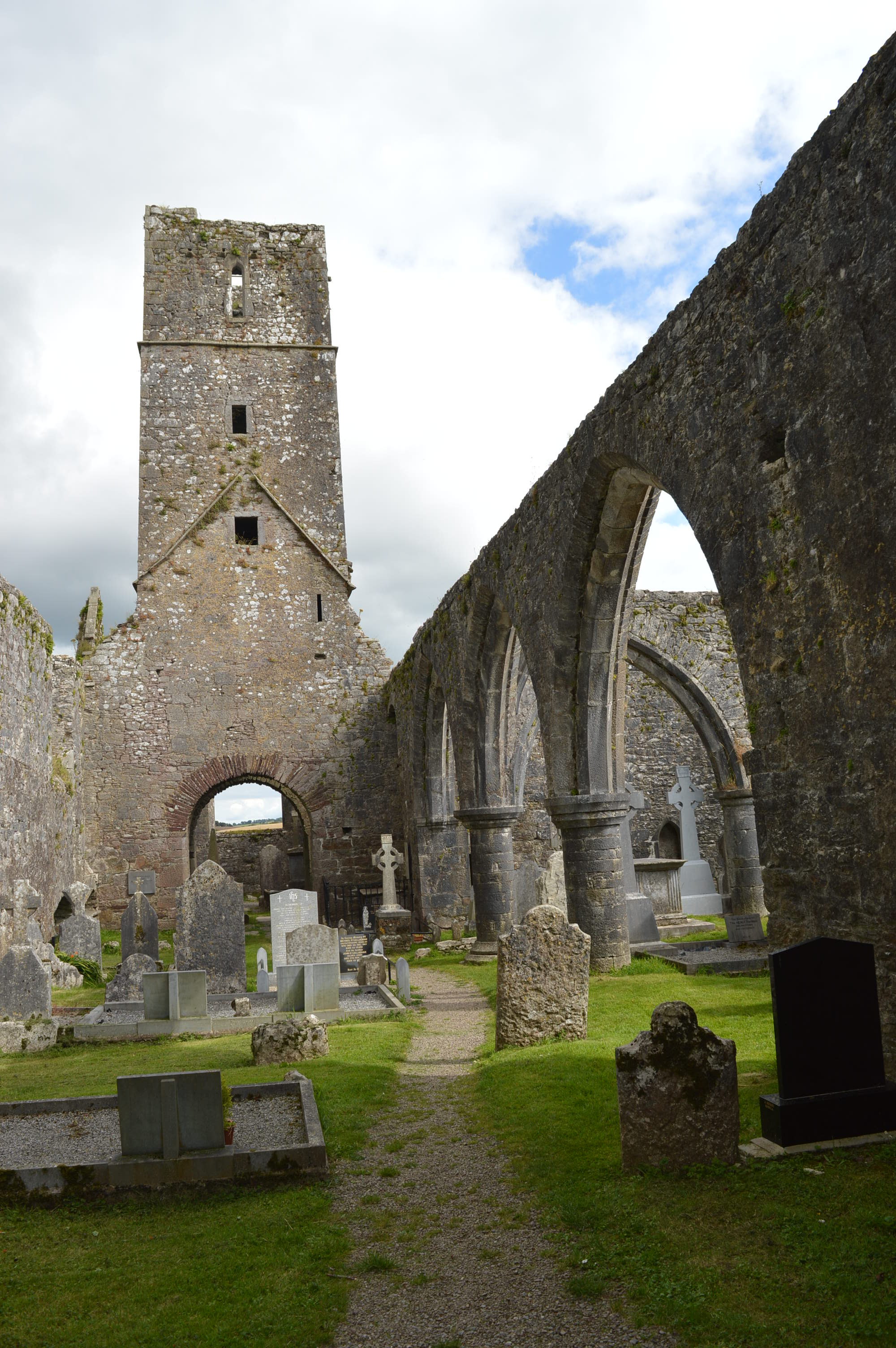
Arcos y lápidas en el interior.

El Monasterio de Kilcrea es una abadía medieval ubicada cerca de Ovens, en el Condado de Cork, República de Irlanda, al oeste de la ciudad de Cork. Tanto la abadía como el castillo de Kilcrea, que se encuentra en ruinas al oeste de esta, fueron construidos por monjes franciscanos a mitad del siglo XV, bajo el patrocinio de Cormac Láidir MacCarthy.
El nombre Kilcrea (en irlandés: Cill Chré) es una derivación de "Cell of Cere, Cera o Cyra", en castellano, celda de Cera, por Santa Cera, de quien tomó su nombre original. Esta santa vivió durante el siglo VI, y se dice que fundó un convento de monjas a una milla de distancia, en el distrito de Ovens..

## Historia
La abadía fue fundada en 1465 por la Orden Franciscana bajo el patrocinio de Cormac Láidir MacCarthy, Lord de Muskerry, en la ubicación de un monasterio anterior. Anteriormente se le conocía como monasterio de Santa Cera, quien está enterrada en el centro del coro. La abadía fue oficialmente clausurada en 1542, ya que se vio afectada por la supresión de los monasterios que se llevó a cabo en toda Inglaterra, Irlanda y Gales. A pesar de ello, continuó en uso al amparo del clan MacCarthy. Fue saqueada por tropas inglesas en 1584. En 1597 fue entregada a Cormac MacDermot MacCarhy, que la arrendó a Richard Hardinge.
En 1604 fue nuevamente ocupada por monjes. En 1661, la abadía fue entregada al primer Lord de Clancarty. Hasta 1832, un pequeño número de monjes seguía habitando el lugar. Fue conferida a la Comisión de Trabajos Públicos en 1892.

## Características
Un cementerio se extiende por las propias ruinas de la abadía. Este fue el lugar de enterramiento del clan MacCarthy desde 1494, con el entierro del fundador del monasterio Cormac Láidir MacCarthy, fallecido en combate, hasta 1616. Ningún resto de los enterramientos de dicho clan pervive. Todo el conjunto monástico ha sido usado como cementerio habitual desde principios del siglo XVII. Los restos del escritor del siglo XVIII Art Ó Laoghaire tienen aquí su sepultura.
El monasterio se compone de una iglesia constituida de una nave y un presbiterio, que además cuenta con una torre cuadrada. Completan el conjunto monástico un claustro y varias edificaciones de residencia rodeándolo por el norte, este y oeste. La nave mide 26 metros de largo y 7,2 metros de ancho. 
La torre contaba con cuatro pisos con suelo de madera. No quedan restos de dónde se encontraba el altar mayor. Alrededor del claustro norte se encuentran las edificaciones de lo que fueron el refectorio, la sala capitular y los dormitorios. Junto al presbiterio se encuentra lo que fue la sacristía, ubicada justo por debajo del scriptorium. De este lugar procede un manuscrito datado del siglo XV que se preserva en Rennes, Francia.
- Datos: Q6406684
- Multimedia: Kilcrea Friary / Q6406684